# Den dag, jorden stod stille
Den dag, jorden stod stille (originaltitel: The Day the Earth Stood Still) er en amerikansk science fiction-film fra 1951 fra 20th Century Fox, produceret af Julian Blaustein og instrueret af Robert Wise. Filmen har Michael Rennie, Patricia Neal, Hugh Marlowe, Sam Jaffe, Billy Gray, Frances Bavier og Lock Martin i hovedrollerne. Manuskriptet er skrevet af Edmund H. North og er baseret på Harry Bates' science fiction-novelle "Farewell to the Master" fra 1940. Filmmusikken er komponeret af Bernard Herrmann. Handlingen foregår under den kolde krig under atomvåbenkapløbets tidlige faser og involverer et menneskeligt udseende rumvæsen, der kommer til Jorden med en kraftfuld robot, for at levere et vigtigt budskab, der vil påvirke hele menneskeheden. 
I 1995 blev filmen udvalgt til bevarelse i United States National Film Registry som "kulturelt, historisk eller æstetisk betydningsfuld".
Filmen havde dansk premiere i Kino-Palæet den 6. november 1952.

## Handling
En flyvende tallerken lander i Washington, DC og bliver hurtigt omringet af soldater fra hæren. En humanoid dukker op og meddeler, at han kommer "med fred og god vilje". Da han uventet åbner en lille enhed, som han har medbragt, bliver han skudt og såret af en nervøs soldat. En høj robot ved navn Gort dukker op fra rumskibet og ødelægger med det samme soldaternes våben, men rumvæsenet beordrer Gort til at stoppe. Han forklarer, at den nu ødelagte enhed var en gave til USA's præsident, der ville have gjort præsidenten i stand til at "studere livet på de andre planeter".
Rumvæsenet, Klaatu, bliver ført til et hospital, hvor han bliver opereret. Efter operationen bruger han en salve til hurtigt at hele sit sår. Hæren kan ikke komme ind i den flyvende tallerken. Gort står udenfor, tavs og ubevægelig.
Klaatu fortæller præsidentens sekretær, Mr. Harley, at han har et budskab, der skal leveres samtidigt til alle verdens ledere, men Harley fortæller ham, at det i den nuværende verdenssituation er umuligt. Klaatu foreslår, at han bruger tid blandt almindelige mennesker for bedre at forstå deres "urimelige mistanker og holdninger". Harley afviser forslaget, og Klaatu forbliver låst inde på sin hospitalsstue.
Klaatu undslipper og tager ophold i et pensionat under navnet Mr. Carpenter; et navn, som han har taget fra en lap papir i et renseri. Blandt pensionatets øvrige beboerne er den unge enke Helen Benson og hendes søn Bobby. Helens kæreste, Tom Stevens, bliver jaloux på den fremmede.
Bobby tager Klaatu med på en rundtur i byen. Under rundturen besøger der Bobbys fars grav på Arlington National Cemetery og Klaatu erfarer, at de fleste af de døde er soldater dræbt i krige. De besøger også Lincoln Memorial. Da Klaatu spørger Bobby, "Hvem er den største levende person?", foreslår Bobby professor Barnhardt. De besøger videnskabsmandens hjem, men han er ikke hjemme. Klaatu ser, at Barnhardts tavle er dækket af ligninger i et forsøg på at løse trelegemeproblemet. Klaatu foretager tilføjelser til ligningerne, og og efter at være blevet opdaget af husholdersken, efterlader han sine kontaktoplysninger.
Samme aften bliver Klaatu af en regeringsagent eskorteret til Barnhardt. Klaatu fortæller Barnhardt, at folk på andre planeter er bekymrede over Jordens mulige aggression, nu hvor menneskeheden har udviklet raketter og har fået kendskab til atomkraft. Klaatu fortæller, at hvis hans besked ignoreres, kan Jorden blive "elimineret". Barnhardt indvilliger i at samle videnskabsmænd fra hele verden ved den flyvende tallerken og han foreslår, at Klaatu på forhånd fredeligt demonstrerer den magt, han besidder.
Klaatu vender tilbage til sit rumskib, men opdager ikke, at Bobby følger efter ham. Bobby ser på, mens Gort slår to soldater ud, så Klaatu kan komme ind i tallerkenen igen. Bobby løber hjem og fortæller Helen, hvad han har set. Hun tror ikke på ham, men kæresten Tom er mistænksom.
Den næste dag ophører alt elektrisk udstyr på Jorden med at fungere i en halv time, bortset fra væsentlige tjenester, såsom hospitaler og fly under flyvning.
Klaatu finder ud af, at Bobby så ham den foregående nat. Han besøger Helen på hendes arbejde, hvor han afslører sin mission og beder hende om ikke at forråde ham. Helen beder Tom om at holde Klaatus identitet hemmelig, men Tom nægter at lytte og er allerede i gang med at alarmere militæret.
Helen og Klaatu skynder sig til Barnhardts hjem. De håber, at Barnhardt kan skjule Klaatu indtil mødet samme aften. Klaatu fortæller Helen, at hvis der skulle ske ham noget, skal hun gå til Gort og sige: "Klaatu barada nikto".
Hæren sporer dem i deres taxa og de skyder og dræber Klaatu. Liget bliver flyttet til en nærliggende politistation. Helen skynder sig hen til rumskibet og siger Klaatus sætning til Gort. Gort henter Klaatus krop og genopliver ham inde i rumskibet. Klaatu fortæller Helen, at hans genoplivning kun er midlertidig.
Helen forlader rumskibet med Klaatu og Gort og slutter sig til Dr. Barnhart og de samlede videnskabsmænd. Klaatu fortæller forskerne, at en interplanetarisk organisation har skabt en politistyrke af uovervindelige robotter som Gort. "I spørgsmål om aggression har vi givet dem absolut magt over os". Klaatu konkluderer: "Dit valg er enkelt: Slut dig til os og lev i fred, eller fortsæt din nuværende kurs og imødese udslettelse. Vi venter på dit svar." Klaatu og Gort tager afsted i den flyvende tallerken.

## Medvirkende
- Michael Rennie som Klaatu
- Patricia Neal som Helen Benson
- Hugh Marlowe som Tom Stevens
- Sam Jaffe som professor Jacob Barnhardt
- Billy Gray som Bobby Benson
- Frances Bavier som Mrs. Barley
- Lock Martin som Gort

Spencer Tracy og Claude Rains blev oprindeligt overvejet til rollen som Klaatu-delen.

## Modtagelse
Filmen modtog ved udgivelsen blandede anmeldelser. Variety roste filmen og dens dokumentariske stil og Los Angeles Times roste filmens seriøsitet, men fandt også, at filmens budskab havde "visse undergravende elementer". Bosley Crowther fra The New York Times afviste filmen som "lunken underholdning" og beskrev Gort som "mærkeligt ufarlig".
The Day the Earth Stood Still blev en moderat succes blandt publikum og blev nr. 52 på listen over de mest sete film i Nordamerika.
The Day the Earth Stood Still Filmen fik ros af kritikere udenfor USA, der i højere grad tog imod budskabet om samarbejde nationerne imellem. Hollywood Foreign Press Association gav filmskaberne en særlig Golden Globe-pris for at "fremme international forståelse". Bernard Herrmanns filmmusik modtog også en nominering ved Golden Globes. Det franske magasin Cahiers du cinéma var imponeret og kaldte filmen "næsten bogstaveligt talt fantastisk" og roste dets "moralske relativisme".

## Eftermæle
The Day the Earth Stood Still modtog anerkendelse fra American Film Institute og blev udvalgt til opbevaring i United States Library of Congress's National Film Registry. Filmen er af American Film Institute optaget som den femte bedste film i science fiction-genren. I 2004 blev filmen af The New York Times optaget på avisens liste over "The Best 1000 Movies Ever Made".
The Day the Earth Stood Still betragtes i dag som en af de bedste film udgivet i 1951. Filmen indgår på Arthur C. Clarkes liste over de 12 bedste science fiction-film nogensinde.
På webstedet Rotten Tomatoes har filmen har en vurdering på 95 % baseret på 57 anmeldelser og en gennemsnitlig vurdering på 8,10/10. Konsensus siger: "Socialt anlagt, men alligevel underholdende, Den dag, hvor jorden stod stille, formidler sin moral om fred og forståelse uden didaktik."
Ringo Starr bragte filmens billedsprog tilbage til populærkulturen ved at bruge et modificeret billede af rumskibet og Klaatu til coveret på hans album Goodnight Vienna fra 1974. Filmen indgår i åbningsscenen af det første afsnit af Star Trek: Strange New Worlds, hvor Captain Pike omtaler den som en "klassiker".

### Tilpasninger og filmatisering
Filmen blev i 1954 dramatiseret som hørespil for Lux Radio Theatre med Michael Rennie, der gentog sin hovedrolle som Klaatu og med skuespillerinden Jean Peters som Helen Benson.
Filmen blev genindspillet i 2008 under samme titel i en udgave instrueret af Scott Derrickson og med Keanu Reeves i hovedrollen som Klaatu.